# Гумберк
Гумберк (словен. Gumberk) је насељено место у општини Ново Место, регија Југоисточна Словенија, Словенија.

## Историја
До територијалне реорганизације у Словенији био је у саставу старе општине Ново Место.

## Становништво
У попису становништва из 2011. године, Гумберк је имао 87 становника.
| Број становника према пописима | Број становника према пописима | Број становника према пописима |
| ------------------------------ | ------------------------------ | ------------------------------ |
| 1991                           | 2002                           | 2011                           |
| 66                             | 67                             | 87                             |

Напомена: Године 1985. умањено за део насеља који је припојен насељу Долење Мокро Поље (Шентјернеј). Године 2002. извршена је мања размена територије између насеља Гумберк и Ратеж.